# Acacia masliniana
Acacia masliniana är en ärtväxtart som beskrevs av Richard Sumner Cowan. Acacia masliniana ingår i släktet akacior, och familjen ärtväxter. Inga underarter finns listade i Catalogue of Life.